# (196476) Humfernández
(196476) Humfernández est un astéroïde de la ceinture principale d'astéroïdes.

## Description
(196476) Humfernández est un astéroïde de la ceinture principale d'astéroïdes. Il fut découvert le 2 mai 2003 à Mérida par Ignacio Ramón Ferrín Vázquez et Carlos Leal. Il présente une orbite caractérisée par un demi-grand axe de 2,74 UA, une excentricité de 0,23 et une inclinaison de 15,6° par rapport à l'écliptique.

## Compléments